# J1 League 2020
La J1 League 2020, también conocida como la Meiji Yasuda J1 League 2020 por razones de patrocinio, fue la quincuagésima quinta temporada de la máxima categoría del fútbol en Japón, y la vigesimaoctiva desde el establecimiento de la J. League en el año 1993. El torneo comenzó el 21 de febrero de 2020 y finalizó el 19 de diciembre de 2020. En esta temporada no hubo descensos para que la temporada 2021 se expanda a 20 equipos.

## Equipos
Un total de 18 equipos disputan la liga. Solo hubo dos modificaciones en 2020, pues Matsumoto Yamaga y Júbilo Iwata descendieron a J2 League 2020. Kashiwa Reysol, campeón de la J2 2019, retorna a la J1 tras una ausencia de un año, y Yokohama FC vuelve a la máxima categoría luego de trece temporadas. Yokohama FC solo jugó en 1 temporada.

### Ascensos y descensos
| Pos  | Descendidos en la temporada 2019 |
| ---- | -------------------------------- |
| 17.º | Matsumoto Yamaga                 |
| 18.º | Júbilo Iwata                     |

| Pos | Ascendidos de la J2 League 2019 |
| --- | ------------------------------- |
| 1.º | Kashiwa Reysol                  |
| 2.º | Yokohama FC                     |

### Datos generales
| Equipo              | Ciudad        | Estadio                              | Capacidad     |
| ------------------- | ------------- | ------------------------------------ | ------------- |
| Cerezo Osaka        | Osaka         | Estadio Yanmar Nagai Estadio Kincho  | 47 816 18 000 |
| Consadole Sapporo   | Sapporo       | Sapporo Dome                         | 41 484        |
| FC Tokyo            | Tokio         | Estadio Ajinomoto                    | 50 100        |
| Gamba Osaka         | Suita (Osaka) | Estadio Panasonic Suita              | 40 000        |
| Kashima Antlers     | Kashima       | Estadio de Kashima                   | 45 728        |
| Kashiwa Reysol      | Kashiwa       | Hitachi Kashiwa Soccer Stadium       | 15 900        |
| Kawasaki Frontale   | Kawasaki      | Estadio Todoroki Kawasaki            | 25 000        |
| Nagoya Grampus      | Nagoya        | Estadio Toyota Estadio Paloma Mizuho | 45 000 27 000 |
| Oita Trinita        | Oita          | Showa Denko Dome Oita                | 40 000        |
| Sanfrecce Hiroshima | Hiroshima     | Estadio EDION Hiroshima              | 50 000        |
| Sagan Tosu          | Tosu (Saga)   | Estadio de Tosu                      | 24 490        |
| Shimizu S-Pulse     | Shizuoka      | Estadio IAI Nihondaira               | 20 339        |
| Shonan Bellmare     | Hiratsuka     | Estadio Shonan BMW Hiratsuka         | 18 500        |
| Urawa Reds          | Saitama       | Estadio Saitama 2002                 | 63 700        |
| Vegalta Sendai      | Sendai        | Estadio Yurtec Sendai                | 19 694        |
| Vissel Kobe         | Kobe          | Misaki Park Stadium                  | 31 000        |
| Yokohama FC         | Yokohama      | Estadio Mitsuzawa                    | 15 046        |
| Yokohama F. Marinos | Yokohama      | Estadio Nissan                       | 72 370        |

## Clasificación
| Pos. | Equipo                     | Pts. | PJ | G  | E  | P  | GF | GC | Dif. | Clasificación 2020–21                  |
| ---- | -------------------------- | ---- | -- | -- | -- | -- | -- | -- | ---- | -------------------------------------- |
| 1    | Kawasaki Frontale (C)      | 83   | 34 | 26 | 5  | 3  | 88 | 31 | +57  | Fase de grupos de la Liga de Campeones |
| 2    | Gamba Osaka                | 65   | 34 | 20 | 5  | 9  | 46 | 42 | +4   | Fase de grupos de la Liga de Campeones |
| 3    | Nagoya Grampus             | 63   | 34 | 19 | 6  | 9  | 45 | 28 | +17  | Fase de grupos de la Liga de Campeones |
| 4    | Cerezo Osaka               | 60   | 34 | 18 | 6  | 10 | 46 | 37 | +9   | Play-off de la Liga de Campeones       |
| 5    | Kashima Antlers            | 59   | 34 | 18 | 5  | 11 | 55 | 44 | +11  |                                        |
| 6    | FC Tokyo                   | 57   | 34 | 17 | 6  | 11 | 47 | 42 | +5   |                                        |
| 7    | Kashiwa Reysol             | 52   | 34 | 15 | 7  | 12 | 60 | 46 | +14  |                                        |
| 8    | Sanfrecce Hiroshima        | 48   | 34 | 13 | 9  | 12 | 46 | 39 | +7   |                                        |
| 9    | Yokohama F. Marinos        | 47   | 34 | 14 | 5  | 15 | 69 | 59 | +10  |                                        |
| 10   | Urawa Red Diamonds         | 46   | 34 | 13 | 7  | 14 | 43 | 56 | −13  |                                        |
| 11   | Oita Trinita               | 43   | 34 | 11 | 10 | 13 | 36 | 44 | −8   |                                        |
| 12   | Vissel Kobe                | 36   | 34 | 9  | 9  | 16 | 50 | 59 | −9   |                                        |
| 13   | Sagan Tosu                 | 36   | 34 | 7  | 15 | 12 | 37 | 43 | −6   |                                        |
| 14   | Hokkaido Consadole Sapporo | 39   | 34 | 10 | 9  | 15 | 47 | 58 | −11  |                                        |
| 15   | Yokohama FC                | 33   | 34 | 9  | 6  | 19 | 38 | 60 | −22  |                                        |
| 16   | Vegalta Sendai             | 28   | 34 | 6  | 10 | 18 | 36 | 61 | −25  |                                        |
| 17   | Shimizu S-Pulse            | 28   | 34 | 7  | 7  | 20 | 48 | 70 | −22  |                                        |
| 18   | Shonan Bellmare            | 27   | 34 | 6  | 9  | 19 | 29 | 48 | −19  |                                        |

Actualizado a los partidos jugados el compledo.
 Fuente: Meiji Yasuda J1 League
Criterios de clasificación: Puntos · Enfrentamientos directos · Diferencia de goles · Goles a favor · Puntos fair-play · Play-off.
Dato: El Campeón de la Copa del Emperador 2020 obtiene un cupo a la fase de grupos de la Liga de Campeones.

## Resultados
| Local \ Visitante   | ANT | BEL | CER | CON | FMA | FRO | GAM | GRA | REY | RED | SAG | SFR | SSP | TOK | TRI | VEG | VIS | YFC |
| ------------------- | --- | --- | --- | --- | --- | --- | --- | --- | --- | --- | --- | --- | --- | --- | --- | --- | --- | --- |
| Kashima Antlers     | —   | 1–0 | 1–1 | 0–2 | 4–2 | 1–1 | 1–1 | 0–2 | 1–4 | 4–0 | 2–0 | 1–0 | 2–0 | 2–2 | 0–2 | 2–1 | 2–2 | 3–2 |
| Shonan Bellmare     | 1–0 | —   | 0–1 | 0–0 | 1–0 | 0–1 | 1–2 | 0–1 | 3–2 | 2–3 | 0–0 | 1–1 | 0–3 | 0–1 | 1–2 | 0–1 | 1–1 | 1–0 |
| Cerezo Osaka        | 1–2 | 1–0 | —   | 2–0 | 4–1 | 1–3 | 1–1 | 0–2 | 0–0 | 3–0 | 1–2 | 0–1 | 2–0 | 0–0 | 1–0 | 2–1 | 0–0 | 1–0 |
| Consadole Sapporo   | 1–0 | 2–1 | 1–3 | —   | 3–1 | 1–6 | 0–1 | 0–0 | 0–1 | 3–4 | 1–1 | 0–2 | 5–1 | 1–1 | 1–1 | 3–3 | 2–3 | 3–0 |
| Yokohama F. Marinos | 2–3 | 3–2 | 1–2 | 4–1 | —   | 1–3 | 1–2 | 2–1 | 1–1 | 6–2 | 1–1 | 3–1 | 3–0 | 1–3 | 4–0 | 3–1 | 2–3 | 4–0 |
| Kawasaki Frontale   | 2–1 | 3–1 | 5–2 | 0–2 | 3–1 | —   | 5–0 | 3–0 | 3–1 | 3–1 | 0–0 | 5–1 | 5–0 | 2–1 | 2–0 | 1–0 | 3–2 | 3–2 |
| Gamba Osaka         | 2–0 | 0–1 | 1–2 | 2–1 | 1–1 | 0–1 | —   | 2–1 | 2–1 | 1–3 | 1–1 | 1–0 | 0–2 | 1–3 | 2–1 | 0–4 | 1–0 | 2–1 |
| Nagoya Grampus      | 1–3 | 3–1 | 1–0 | 3–0 | 2–1 | 1–0 | 2–2 | —   | 0–1 | 6–2 | 1–0 | 1–0 | 3–1 | 1–0 | 0–0 | 1–0 | 2–1 | 0–0 |
| Kashiwa Reysol      | 2–3 | 3–2 | 1–3 | 4–2 | 1–3 | 2–3 | 3–0 | 0–1 | —   | 1–1 | 1–2 | 1–1 | 0–0 | 0–1 | 1–1 | 5–1 | 4–3 | 1–3 |
| Urawa Red Diamonds  | 1–0 | 0–0 | 3–1 | 0–2 | 0–0 | 0–3 | 1–2 | 0–1 | 0–4 | —   | 2–2 | 1–0 | 1–1 | 0–1 | 2–1 | 6–0 | 1–2 | 0–2 |
| Sagan Tosu          | 0–2 | 2–2 | 1–1 | 0–2 | 1–3 | 1–1 | 1–2 | 0–0 | 2–1 | 0–1 | —   | 0–0 | 1–1 | 3–0 | 2–2 | 0–1 | 0–1 | 3–0 |
| Sanfrecce Hiroshima | 3–0 | 1–0 | 1–2 | 2–2 | 3–1 | 0–2 | 1–2 | 2–0 | 0–1 | 1–1 | 3–0 | —   | 4–1 | 3–3 | 1–2 | 1–1 | 2–1 | 1–1 |
| Shimizu S-Pulse     | 1–2 | 1–1 | 3–1 | 3–1 | 3–4 | 2–2 | 1–2 | 1–2 | 1–2 | 1–2 | 1–1 | 2–3 | —   | 1–3 | 4–2 | 2–3 | 3–1 | 2–3 |
| FC Tokyo            | 1–2 | 3–0 | 2–0 | 1–0 | 0–4 | 0–4 | 0–1 | 1–0 | 1–3 | 2–0 | 2–3 | 1–0 | 3–1 | —   | 2–3 | 1–0 | 1–0 | 2–1 |
| Oita Trinita        | 1–4 | 2–2 | 0–1 | 0–0 | 1–0 | 1–0 | 0–1 | 0–3 | 0–0 | 0–0 | 2–0 | 0–2 | 2–1 | 0–1 | —   | 0–2 | 1–1 | 1–0 |
| Vegalta Sendai      | 1–3 | 0–0 | 2–3 | 2–2 | 0–1 | 2–3 | 1–4 | 1–1 | 0–2 | 1–2 | 0–3 | 0–0 | 0–0 | 2–2 | 0–3 | —   | 2–3 | 0–0 |
| Vissel Kobe         | 1–3 | 0–2 | 0–1 | 4–0 | 3–3 | 2–2 | 0–2 | 1–0 | 2–3 | 0–1 | 4–3 | 0–3 | 3–1 | 2–2 | 1–1 | 1–2 | —   | 1–1 |
| Yokohama FC         | 1–0 | 4–2 | 1–2 | 1–2 | 3–1 | 1–5 | 0–2 | 3–2 | 0–3 | 0–2 | 1–1 | 0–2 | 1–3 | 1–0 | 2–3 | 1–1 | 2–1 | —   |

## Goleadores
- Actualizado al 16 de diciembre de 2020.
| Rank | Jugador         | Club                | Goles |
| ---- | --------------- | ------------------- | ----- |
| 1    | Michael Olunga  | Kashiwa Reysol      | 28    |
| 2    | Everaldo Stum   | Kashima Antlers     | 18    |
| 3    | Leandro Pereira | Sanfrecce Hiroshima | 15    |
| 4    | Yū Kobayashi    | Kawasaki Frontale   | 14    |
| 5    | Júnior Santos   | Kashiwa Reysol      | 13    |
| 5    | Erik Lima       | Yokohama F. Marinos | 13    |
| 5    | Kaoru Mitoma    | Kawasaki Frontale   | 13    |
| 5    | Leandro Damião  | Kawasaki Frontale   | 13    |